# Hilmer Peters
Teodor Gustaf Hilmer Peters, född 9 november 1897 i Heby, Västmanlands län (nu i Uppsala län), död 25 januari 1971 i Stockholm, var en svensk skådespelare och inspicient.
Peters turnerade i landsorten med olika teatersällskap. Han var engagerad hos John Kalling och hos Engströms teatersällskap. Peters var därefter inspicient vid Centrumateljéerna.

## Filmografi i urval
- 1937 – Skicka hem nr. 7
- 1938 – Du gamla du fria
- 1939 – Adolf i eld och lågor
- 1940 – Hjältar i gult och blått
- 1942 – Ta hand om Ulla
- 1942 – I gult och blått
- 1942 – Lyckan kommer
- 1942 – Fallet Ingegerd Bremssen
- 1942 – Doktor Glas
- 1942 – Halta Lottas krog
- 1943 – Tåg 56
- 1944 – Vändkorset
- 1945 – I som här inträden
- 1947 – Bruden kom genom taket
- 1949 – Hin och smålänningen

## Teater

### Roller (ej komplett)
| År   | Roll                       | Produktion                       | Regi              | Teater           |
| ---- | -------------------------- | -------------------------------- | ----------------- | ---------------- |
| 1937 | Blomkvist, specerihandlare | Fredrik och försynen Henning Ege | Siegfried Fischer | Mosebacketeatern |